# Hugues II de Châtillon
Pour les articles homonymes, voir Hugues V et Hugues II.
Hugues II de Châtillon, né le 9 avril 1258 et mort en 1307, fils de Guy III de Châtillon-Saint-Pol, Comte de Saint Pol et de Mathilde de Brabant, fut comte de St Pol de 1289 à 1292 et comte de Blois de 1292 à 1307.

## Biographie
Lorsque son père meurt en 1289, Hugues hérite du comté de Saint-Pol sous le nom de Hugues VI de Saint-Pol. Cependant, il est forcé de s'en séparer en faveur de son frère Guy IV une fois qu'il hérite du comté de Blois de la part de sa cousine Jeanne, décédée en 1292 sans descendants. Il y sera connu comme le comte Hugues de Blois-Châtillon, ou bien Hugues III de Blois si l'on s'en tient formellement à sa titulature.
Hugues meurt en 1307. Il est inhumé près de Blois, à l'abbaye de la Guiche (Chouzy-sur-Cisse).

## Famille
Il est marié en 1287 avec Béatrice de Dampierre, fille de Guy de Flandre et Isabelle de Luxembourg, avec qui il a deux fils :
- Guy Ier de Blois-Châtillon († 1342), lui succédant dans ses honneurs de comte ;
- Jean de Châtillon († 1329), sieur de Château-Renault.